# Девід Гріндлі
Девід Гріндлі  (англ. David Grindley, 29 жовтня 1972) — британський легкоатлет, олімпійський медаліст.

## Виступи на Олімпіадах
| Олімпіада      | Дисципліна              | Місце |
| -------------- | ----------------------- | ----- |
| Барселона 1992 | біг на 400 метрів       | 6     |
| Барселона 1992 | естафета 4 x 400 метрів | 3     |

## Зовнішні посилання
- Досьє на sport.references.com [Архівовано 21 грудня 2010 у Wayback Machine.]